# Терботвілл (Пенсільванія)
Терботвілл (англ. Turbotville) — місто (англ. borough) в США, в окрузі Нортамберленд штату Пенсільванія. Населення — 677 осіб (2020).

## Географія
Терботвілл розташований за координатами 41°6′7″ пн. ш. 76°46′10″ зх. д. / 41.10194° пн. ш. 76.76944° зх. д. (41.101879, -76.769432).  За даними Бюро перепису населення США в 2010 році місто мало площу 1,16 км², уся площа — суходіл.

## Демографія
Згідно з переписом 2010 року, у селищі мешкало 705 осіб у 286 домогосподарствах у складі 197 родин. Густота населення становила 606 осіб/км².  Було 306 помешкань (263/км²).
Расовий склад населення:
| - 97,9 % — білих - 1,0 % — чорних або афроамериканців - 0,1 % — корінних американців - 1,0 % — осіб інших рас |

До двох чи більше рас належало 0,0 %. Частка іспаномовних становила 1,4 % від усіх жителів.
За віковим діапазоном населення розподілялося таким чином: 27,1 % — особи молодші 18 років, 58,9 % — особи у віці 18—64 років, 14,0 % — особи у віці 65 років та старші. Медіана віку мешканця становила 37,9 року. На 100 осіб жіночої статі у селищі припадало 98,0 чоловіків;  на 100 жінок у віці від 18 років та старших — 87,6 чоловіків також старших 18 років.
Середній дохід на одне домашнє господарство  становив 63 859 доларів США (медіана — 58 542), а середній дохід на одну сім'ю — 73 130 доларів (медіана — 68 125). Медіана доходів становила 45 446 доларів для чоловіків та 39 250 доларів для жінок. За межею бідності перебувало 6,6 % осіб, у тому числі 6,6 % дітей у віці до 18 років та 14,7 % осіб у віці 65 років та старших.
Цивільне працевлаштоване населення становило 343 особи. Основні галузі зайнятості: освіта, охорона здоров'я та соціальна допомога — 30,9 %, виробництво — 13,4 %, роздрібна торгівля — 10,5 %.